# Константінова Тамара Федорівна
Тамара Федорівна Константинова ( Тама́ра Фёдоровна Константи́нова 7 листопада 1919 року, льотчик, штурман, Герой Радянського Союзу, учасниця Великої Вітчизняної війни, лейтенант, уродженка Лихославського району Тверської області. Рідна сестра Героя Радянського Союзу В. Ф. Константинова.

## Біографія
Народилася 7 листопада 1919 року в селі Негрево ,нині Лихославського району Тверської області в селянській родині. Батько - Федір Константинов, сільський коваль, мати - Зінаїда Михайлівна, вчителька.
Закінчила середню школу, в 1940 році закінчила курси льотчиків-інструкторів при Калінінському аероклубі. У Червоній Армії перебувала з березня 1943 року (у діючій армії з березня 1944 року). Була штурманом ескадрильї  999-го штурмового авіаполку 277-ї штурмової авіадивізії , 1-ї повітряної армії, 3-го Білоруського фронту. Член ВЛКСМ.
Здійснила 66 бойових вильотів на штурмівку об'єктів супротивника. Указом Президії Верховної Ради СРСР від 29 червня 1945 року за зразкове виконання бойових завдань командування і проявлені мужність і героїзм у боях з німецько-фашистськими загарбниками лейтенанту Константиновій  було присвоєно звання Героя Радянського Союзу.
Після закінчення війни Тамара Федорівна закінчила економічний інститут і партійну школу. У 1949 році вступила в комуністичну партію. Жила в Воронежі, працювала у відділі соціального забезпечення Воронезького облвиконкому. Померла 28 липня 1999 року. Похована на Комінтернівському кладовищі.

## Нагороди
Нагороджена орденом Леніна, двома орденами Червоного Прапора, орденами Вітчизняної війни 1-го ступеня, Червоної Зірки, медалями.

## Пам’ять
- У 1946 році селище Конрад Вальде  Калінінградской області було перейменоване  в її честь в Костянтинівку.

У Лихославль , поруч з обеліском полеглим воїнам на Першотравневій вулиці, встановлено дві пам'ятні плити, на яких увічнені імена Тамари і Володимира Костянтинових